# Norra Skoga
Norra Skoga är en by i Ekshärads socken i nordöstra Värmland strax söder om Busjön. 

## Historia
Till den årliga marknaden i Skoga kom från omkring 1780 bönderna från Ekshärad, Fryksdalen, Norra Ny och Dalby med boskap och smör. Från städerna kom borgarna för att köpa dessa produkter och sälja det bönderna behövde. Vägförhållandena vid 1800-talets mitt förklarar varför detta kom att bli den stora mötesplatsen mellan älvdalens bönder samt städernas borgare och brukens folk. Vägen som slingrar sig genom gårdarna i Norra Skoga var genomfartsled från Karlstad upp efter Klarälven ända till norska gränsen. Norra Skoga fungerade på grund av sitt läge också som tingsställe från 1700-talets mitt fram tills det nyuppförda tingshuset i Råda togs i bruk 1889. Föskefors järnbruk strax norr om Skoga utvidgade sina anläggningar 1819 och 1833 och blev en del av Uddeholms största hammare. 
Byn är platsen för uppförande av Ekshäradsgården från 1820-talet vars mangårdsbyggnad under 1950-talet flyttades och återuppfördes på Skansen i Stockholm. Ekshäradsgården i Norra Skoga kom under 1800-talet att utgöra tingsställe för häradsrätten för Älvdals nedre tingslag samt Värmlands regementes mönstringsplats för Älvdals kompani.  När tingshushållningen flyttades till Råda förlorade Norra Skoga sin betydelse som Ekshärads och Älvdals härads huvudort.  